# Wohnhaus Wallstraße 10

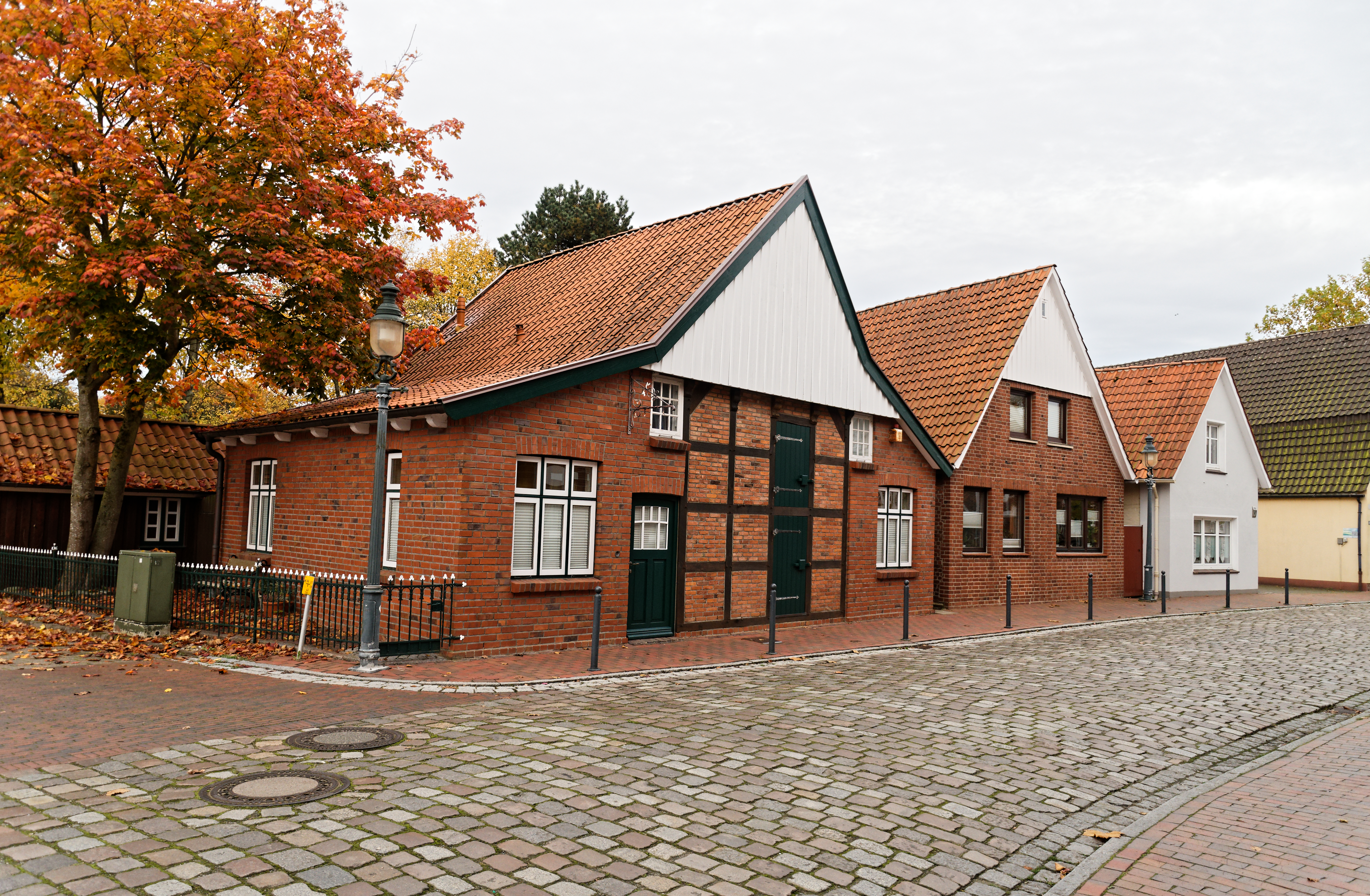
Wohnhaus Wallstraße 10

Das Wohnhaus Wallstraße 10 in der niedersächsischen Samtgemeinde Land Hadeln, Gemeinde Otterndorf im Landkreis Cuxhaven, stammt vom 17. Jahrhundert und ist im Kern eines der ältesten profanen Gebäude im Ort. Aktuell (2024) wird es als Wohnhaus genutzt.
Das Gebäude steht unter Denkmalschutz (siehe auch Liste der Baudenkmale in Otterndorf).

## Geschichte und Beschreibung
Otterndorf war der Hauptort des Landes Hadeln. 1400 erhielt er von Herzog Erich von Sachsen-Lauenburg das Stadtrecht.
Das eingeschossige giebelständige Gebäude in Fachwerk mit Steinausfachungen und ziegelgedecktem Satteldach wurde 1563 (dendrologische Untersuchungen) gebaut; Innengerüst und rückseitiger Giebel stammen aus dieser Zeit. Seitlich erfolgte später ein Anbau. Der Straßengiebel wurde 1644 erneuert und ist im Giebeldreieck regionaltypisch senkrecht verbrettert.
Das Landesdenkmalamt befand u. a.: „… gehört zu den ältesten Bauten von Otterndorf.“